# Qualificazioni ai Giochi della XXVI Olimpiade (OFC)
Di seguito sono elencati gli incontri con relativo risultato della zona oceanica (OFC) per le qualificazioni ad Atlanta 1996.

## Formula
Le qualificazioni prevedevano un unico turno preliminare.
Esso era composto da un girone A/R da 5 squadre.
La vincitrice del girone partecipava allo spareggio intercontinentale contro la seconda classificata del girone del Nord e Centro America. La vincitrice dello spareggio avrebbe avuto accesso all'Olimpiade.

## Risultati
| Squadra        | P.ti | G | V | N | P | GF | GS | DR  |
| -------------- | ---- | - | - | - | - | -- | -- | --- |
| Australia      | 18   | 8 | 6 | 0 | 2 | 48 | 4  | +44 |
| Nuova Zelanda  | 18   | 8 | 6 | 0 | 2 | 28 | 9  | +19 |
| Figi           | 10   | 8 | 3 | 1 | 4 | 12 | 21 | -9  |
| Isole Salomone | 8    | 8 | 2 | 2 | 4 | 6  | 22 | -16 |
| Vanuatu        | 4    | 8 | 1 | 1 | 6 | 5  | 43 | -38 |

| 13 gennaio 1996 | Figi | 4 – 0 | Isole Salomone |  |

| 13 gennaio 1996 | Australia | 9 – 1 | Vanuatu |  |

| 15 gennaio 1996 | Isole Salomone | 2 – 1 | Vanuatu |  |

| 15 gennaio 1996 | Nuova Zelanda | 1 – 2 | Figi |  |

| 17 gennaio 1996 | Isole Salomone | 2 – 0 | Australia |  |

| 17 gennaio 1996 | Vanuatu | 0 – 10 | Nuova Zelanda |  |

| 19 gennaio 1996 | Nuova Zelanda | 2 – 0 | Isole Salomone |  |

| 19 gennaio 1996 | Australia | 10 – 0 | Figi |  |

| 21 gennaio 1996 | Figi | 4 – 0 | Vanuatu |  |

| 21 gennaio 1996 | Nuova Zelanda | 0 – 5 | Australia |  |

| 23 gennaio 1996 | Vanuatu | 1 – 1 | Isole Salomone |  |

| 23 gennaio 1996 | Figi | 1 – 3 | Nuova Zelanda |  |

| 25 gennaio 1996 | Isole Salomone | 1 – 1 | Figi |  |

| 25 gennaio 1996 | Vanuatu | 0 – 12 | Australia |  |

| 27 gennaio 1996 | Nuova Zelanda | 5 – 1 | Vanuatu |  |

| 27 gennaio 1996 | Australia | 7 – 0 | Isole Salomone |  |

| 29 gennaio 1996 | Isole Salomone | 0 – 6 | Nuova Zelanda |  |

| 29 gennaio 1996 | Figi | 0 – 5 | Australia |  |

| 31 gennaio 1996 | Vanuatu | 1 – 0 | Figi |  |

| 31 gennaio 1996 | Australia | 0 – 1 | Nuova Zelanda |  |